# 신례원로
신례원로(Sillyewon-ro)는 충청남도 예산군 예산읍 관작교차로 에서 예산읍 점촌삼거리 을 잇는 경상남도의 도로이다.

## 주요 경유지
충청남도
- 예산군 예산읍

## 노선 경로
| 이름               | 접속 노선              | 경유지 | 경유지 | 비고 |
| ------------------ | ---------------------- | ------ | ------ | ---- |
| 관작 교차로        | 국도 제21호선 (충서로) | 예산군 | 예산읍 |      |
| 신례원교           |                        | 예산군 | 예산읍 |      |
| 신례원사거리(회전) | 창말로                 | 예산군 | 예산읍 |      |
| 점촌삼거리         | 국도 제21호선 (충서로) | 예산군 | 예산읍 |      |

## 주요건물및 시설
- 세븐일레븐 예산명지병원점 (신례원로 24/관작리 330-1)
- 예산읍행정복지센터 신례원출장소 (신례원로 81/청소리 506-21)
- 현대자동차 블루핸즈 예산자동차정비공업사 (신례원로 103/신례원리 572-5)
- 신례원초등학교 (신례원로 179/신례원로 256-2)
- 신례원신암파출소 (신례원로 181/신례원리 297-3)
- 신례원우체국 (신례원로 183/신례원리 302-11)
- BHC치킨 신례원점 (신례원로 190/신례원리 303-5)
- 농협 예산농협 신례원지점 (신례원로 198/신례원리 303-1)
- CU 예산신례원사람들점 (신례원로 202/신례원리 254-7)
- 농협 예산농협경제 주유소 (신례원로 259/궁평리 424-30)